# Botnický záliv
Botnický záliv (finsky Pohjanlahti, švédsky Bottniska viken; název je odvozen od historických názvů švédských provincií Botten, což znamená dno, půda) je nejsevernější část Baltského moře, jeho největší záliv, nacházející se mezi východním pobřežím Švédska (kraje Stockholm, Uppsala, Gävleborg, Västernorrland, Västerbotten, Norrbotten) a západním pobřeží Finska (provincie Severní Pohjanmaa, Střední Pohjanmaa, Pohjanmaa, Satakunta a Vlastní Finsko). Na jihu je od Baltského moře oddělen souostrovím Alandy (také stejnojmenná autonomní provincie Finska), které se nacházejí v hrdle zálivu a Ostrovním mořem. Je 725 km dlouhý a 80 až 240 km široký. Celkově zabírá rozlohu asi 117 000 km², tj. okolo 28 % rozlohy Baltského moře. Maximálně je hluboký 295 m v jižní části a 112 m v severní části. Hloubka se průběžně zmenšuje, neboť země se zde od poslední doby ledové zvedá asi o 80 cm za sto let.

## Ostrovy a souostroví
Největší ostrovy a souostroví jsou Alandy, Vallgrund, Hailuoto. Značné množství drobných ostrůvků lze nalézt u členitého pobřeží Švédska i Finska, zejména pak na jihozápadě Finska.

## Přítoky, charakteristika
Hlavní přítoky jsou Torne na hranici a dále pak
- ve Švédsku: Ångermanälven, Byskeälven, Dalälven, Gideälven, Indalsälven, Ljusnan, Pite, Ume
- ve Finsku: Kemijoki, Oulujoki, Pyhäjoki, Lapuanjoki, Kokemäenjoki

## Charakteristika
Ostrůvky, skaliska a mělčiny u Vaasy rozdělují záliv na dvě části. Severní část se jmenuje Bottenviken (Botnická zátoka) a jižní Bottenhavet (Botnické moře). Jsou spojené průlivem Kvarken. S Baltským mořem je Bottenhavet spojen průlivem Jižní Kvarken mezi Alandy a pobřežím Švédska.

## Vlastnosti vody
Mořské proudy na povrchu tečou proti směru hodinových ručiček. U dna se projevuje pohyb více slaných vod ze severní části Baltského moře na sever. Teplota vody je v únoru 0 °C a v srpnu 12 až 13 °C. Botnický záliv je mimořádně zajímavý z přírodovědeckého hlediska, neboť díky četným řekám (přítok 135 km³ vody za rok) a srážkám (26 km³ za rok), které jej vydatně zásobují, jeho slanost se vzdáleností od hrdla zálivu (tedy směrem k severu) výrazně klesá. V okolí Aland jsou vody Botnického zálivu brakické (4 až 5 ‰), v jeho nejsevernější části jde již o v podstatě normální říční (sladkou) vodu (1 až 3 ‰) a v níž žijí mnohé sladkovodní druhy. Led se objevuje v říjnu a listopadu a vydrží na severu až do začátku června. Příliv na jihu je smíšený, na severu je dvacetičtyřhodinový, vysoký 10 cm.

## Doprava
Hlavní přístavy na břehu jsou Gävle, Söderhamn, Örnsköldsvik, Umeå, Luleå (Švédsko) a Tornio, Kemi, Oulu, Kokkola, Vaasa, Pori, Mariehamn (Finsko).
Pro zabezpečení námořní dopravy v zimním období se používá ledoborec Sampo, jehož domovský přístavem je Kemi.